# La Masia
La Masia de Can Planes, thường được gọi ngắn gọn là La Masia (phát âm tiếng Catalunya: [lə məˈzi.ə]; tiếng Anh: "The Farmhouse"), là lò đào tạo trẻ của FC Barcelona. Học viện có hơn 300 cầu thủ trẻ. Học viện đóng vai trò quan trọng trong thành công của Barcelona và sản sinh ra nhiều cầu thủ đẳng cấp thế giới.
Năm 2010, La Masia trở thành lò đào tạo trẻ đầu tiên đào tạo ra ba cầu thủ nằm trong ba vị trí đầu tiên cho giải thưởng Quả bóng vàng trong cùng một năm: Lionel Messi, Andrés Iniesta và Xavi.
La Masia cũng là tên gọi của trung tâm huấn luyện bóng đá của FC Barcelona, ban đầu được đặt gần Camp Nou tại quận Les Corts, Barcelona. Tòa nhà ban đầu là một khu nhà ở nông thôn cổ xưa (trong tiếng Catalunya là masia), được xây dựng vào năm 1702, và sau khi Camp Nou được khánh thành vào năm 1957, tòa nhà này đã được cải tạo và mở rộng để sử dụng làm trụ sở xã hội của câu lạc bộ. Với sự phát triển của câu lạc bộ, tòa nhà trở nên quá nhỏ bé để làm trụ sở, và đến ngày 20 tháng 10 năm 1979, La Masia được chuyển đổi thành ký túc xá dành cho các cầu thủ trẻ đến từ bên ngoài Barcelona. Ngày 30 tháng 6 năm 2011, tòa nhà Masia không còn làm nơi ở cho các cầu thủ học viện. Trong một buổi lễ, cánh cửa tòa nhà đã được đóng lại và Ciutat Esportiva Joan Gamper trở thành nơi ở mới cho các cầu thủ.

## Lịch sử

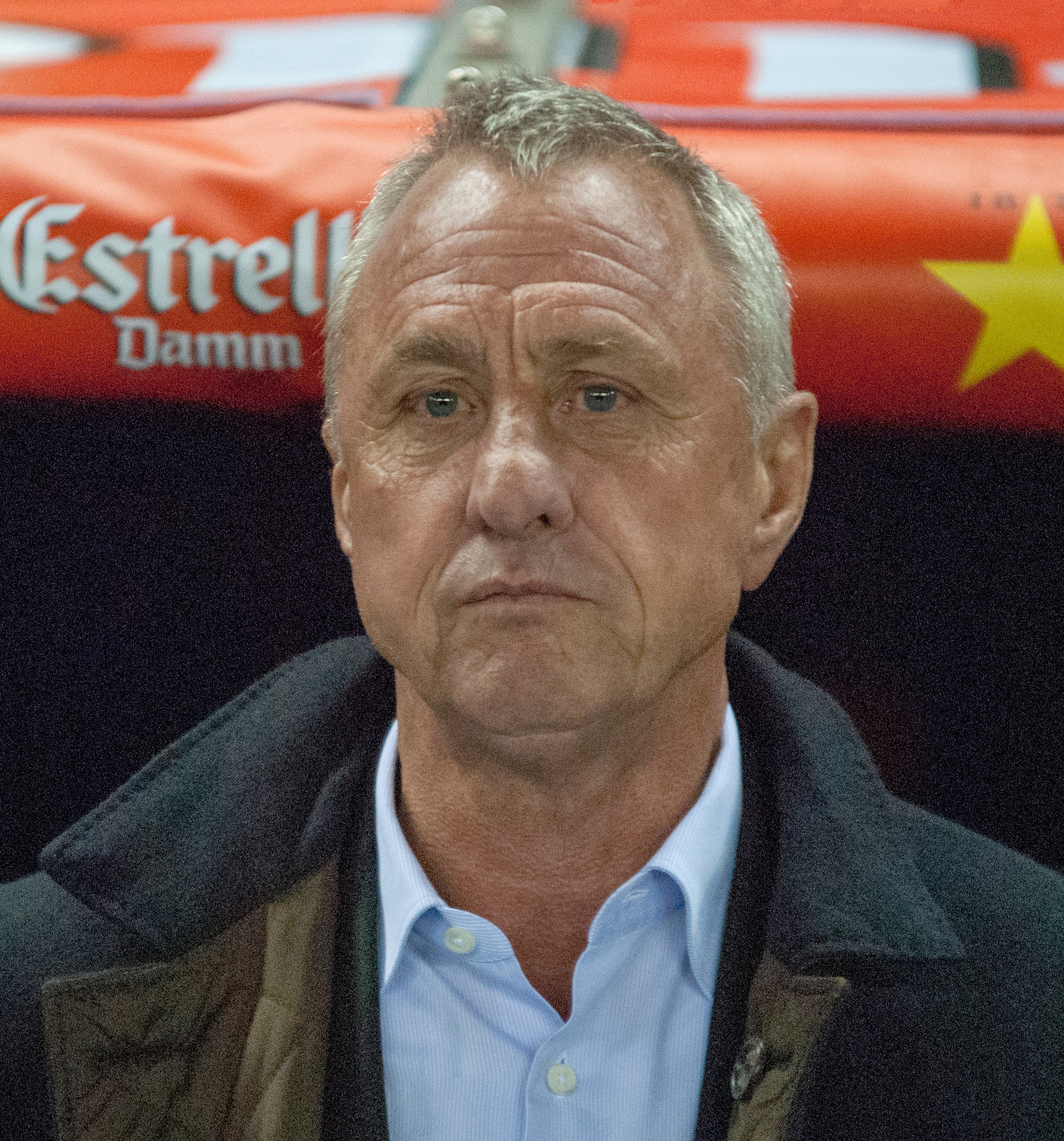
Johan Cruyff vào năm 2013

La Masia de Can Planes từng là một ngôi nhà nông thôn cổ ở Catalunya, được xây dựng năm 1702. Năm 1979, La Masia bắt đầu được sử dụng để làm ký túc xá cho các cầu thủ bóng đá trẻ đến từ bên ngoài Barcelona. Ý tưởng xây dựng học viện đào tạo trẻ được Jaume Amat Murtra đề xuất với Josep Lluís Núñez và Oriol Tort được giao phụ trách cơ sở vật chất.
Năm 2011, Barcelona đưa ra thông báo sẽ chuyển toàn bộ các hoạt động đào tạo bóng đá đến Ciutat Esportiva Joan Gamper.
La Masia thu hút được sự chú ý sau thành công của Barcelona B với các cầu thủ tự đào tạo; nhà báo Rory Smith của tờ The Daily Telegraph báo cáo rằng La Masia "đã thay thế học viện huyền thoại Ajax Academy để trở thành học viện đào tạo trẻ hàng đầu trên thế giới bóng đá". Danh tiếng và thành công của La Masia trên vai trò là một học viện đào tạo tài năng trẻ được Ian Hawkey của The Times gán cho lứa 1987, bao gồm những học viên nổi bật như Cesc Fàbregas, Lionel Messi, Gerard Piqué và Pedro. Năm 2000, Louis van Gaal, huấn luyện viên của Barcelona, bị chế giễu bởi truyền thông khi có ước mơ giành được chức vô địch Champions League với 11 cầu thủ tự đào tạo. Sau đó, Barcelona đã giành được chiếc cúp này vào năm 2009 với 8 cầu thủ tự đào tạo.
Từ năm 1979 đến 2009, đã có 440 cầu thủ trẻ rời xa gia đình để gia nhập học viện. Khoảng một nửa trong đó đến từ Catalunya, còn lại đến từ các khu vực khác của Vương quốc Tây Ban Nha và cả quốc gia khác, bao gồm 15 từ Cameroon, 7 từ Brasil, 5 từ Sénégal và 3 từ Argentina. Trong số 440 cầu thủ đó, có 40 cầu thủ sau đó đã lên đội một của Barcelona.

## Tổ chức

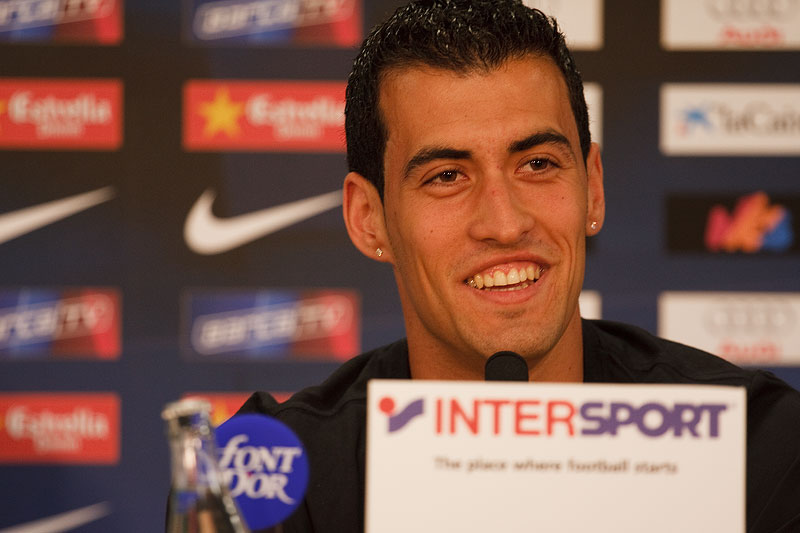
Sergio Busquets, một học viên tốt nghiệp từ La Masia, là thành viên đội một Barcelona từ năm 2008 đến năm 2023.

La Masia chứa khoảng 60 cầu thủ: 10 cầu thủ sống trong nhà chính, các cầu thủ còn lại ở trong các phòng kế bên sân vận động; số cầu thủ trẻ khác phải tự lo chỗ ở. Học viện này là một trong những học viện đắt đỏ nhất châu Âu, hoạt động với chi phí 5 triệu bảng mỗi năm. Chi phí chính đến từ ký túc xá, tức chính La Masia. Yêu cầu độ tuổi tối thiểu là 6 tuổi; mỗi năm, hơn 1.000 bé trai từ 6 đến 8 tuổi đăng ký thử sức để được nhận vào. Trong số đó, 200 ứng viên tốt nhất sẽ được chọn. Câu lạc bộ cũng tích cực tìm kiếm các ứng viên tiềm năng; họ có một hệ thống có 15 tuyển trạch viên hoạt động ở Catalunya, 15 tuyển trạch viên khác ở các khu vực còn lại của Tây Ban Nha và 10 tuyển trạch viên hoạt động ở trên khắp thế giới. Để giảm bớt chi phí tuyển trạch, câu lạc bộ có một thỏa thuận với 15 câu lạc bộ địa phương để họ huấn luyện những cầu thủ chưa sẵn sàng gia nhập học viện trẻ. Đổi lại, FC Barcelona cung cấp tiền, tư vấn kỹ thuật và huấn luyện cho các câu lạc bộ này. Trong khi mở rộng hoạt động ra nước ngoài, câu lạc bộ đã thành lập năm học viện ở Mexico và một học viện ở Ai Cập; những ứng viên xuất sắc tại các học viện này sẽ trở thành học viên toàn thời gian, được đào tạo cả về bóng đá và văn hóa.
Khi Pep Guardiola tái tổ chức đội B, ông đã thiết lập một chương trình gồm ba giai đoạn thăng tiến từ Juvenil lên Barcelona B và cuối cùng là đội một. Giai đoạn đầu tiên trong sự nghiệp của một cầu thủ trẻ là việc được luân phiên giữa Juvenil với Barcelona B. Giai đoạn thứ hai là làm cầu thủ hiểu được tầm quan trọng của mình đối với đội bóng và kỳ vọng rằng cầu thủ sẽ cải thiện sự gắn kết và khả năng trong đội B. Ở giai đoạn cuối cùng, cầu thủ sẽ trở thành "cầu thủ chủ chốt" của đội B và có thể được gọi lên đội một. Một trong số các cầu thủ ở giai đoạn ba sẽ được chọn làm đội trưởng, bất kể kinh nghiệm của các cầu thủ lớn tuổi hơn.
Các đội ở Barcelona thi đấu từ tháng 8 năm trước đến tháng 5 năm sau; khí hậu ôn hòa tại La Masia giúp cho các cầu thủ có thể tập luyện ngoài trời trong suốt năm. Các đội trẻ tập luyện sau giờ học; Barcelona B thì hoạt động như một đội chuyên nghiệp, tập luyện vào buổi sáng và buổi tối. Tất cả các huấn luyện viên tại FC Barcelona đều là cựu cầu thủ bóng đá chuyên nghiệp.
Đội trẻ chính của câu lạc bộ là Barcelona B, cùng với 12 đội trẻ khác có 24 huấn luyện viên và hơn 300 cầu thủ. Ngoài ra còn có 56 nhân viên khác, bao gồm bác sĩ, nhà tâm lý học, chuyên gia dinh dưỡng, đầu bếp và nhà sinh lý học. Barcelona B thi đấu với cùng sơ đồ chiến thuật được đội một sử dụng là sơ đồ 4–3–3.

## Triết lý
"Các cựu cầu thủ La Masia có điều gì đó khác biệt so với các cầu thủ khác, đó là một sự vượt trội chỉ có thể xuất hiện khi đã thi đấu trong màu áo của Barcelona từ khi còn là một đứa trẻ."— Cựu huấn luyện viên Barcelona Pep Guardiola

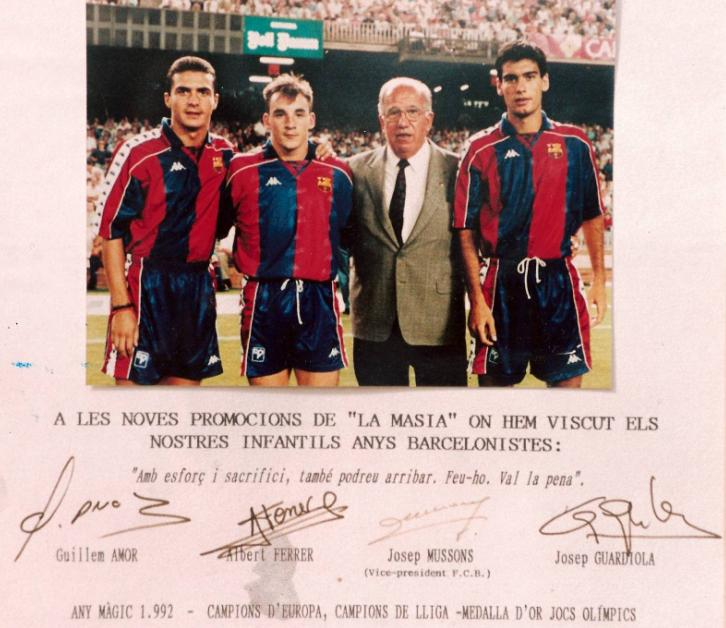
Guillermo Amor, Albert Ferrer, Josep Mussons (cựu phó chủ tịch) và Pep Guardiola. Bức ảnh này được trưng bày trong nhiều năm ở cửa vào phòng ăn của La Masia. Chữ ký của họ, cùng lời khuyến khích các cầu thủ trẻ tương lai của Barça bằng tiếng Catalunya: "Bằng sự nỗ lực và hy sinh, bạn có thể làm được. Cứ làm đi, nó đáng giá!".

Cựu giám đốc kỹ thuật Pep Segura cho rằng thành công của câu lạc bộ đến từ "triết lý chơi bóng": "Đó là việc tạo ra một triết lý, một tư duy, từ thấp đến cao của câu lạc bộ". Triết lý này bao gồm việc áp dụng bóng đá tổng lực kết hợp với cách chơi một chạm truyền thống của Tây Ban Nha (tiqui-taca). Phương pháp bóng đá tổng lực được lấy từ bóng đá Hà Lan thông qua Johan Cruyff. Phương pháp bóng đá tổng lực yêu cầu các cầu thủ di chuyển trong một đội hình linh hoạt, khi các cầu thủ phải nhanh chóng thay đổi vị trí. Tại học viện trẻ, có sự tập trung lớn vào kỹ thuật, được coi là điều kiện tiên quyết để thay đổi vị trí linh hoạt. Một nguyên nhân thường được trích dẫn cho sự thành công của Barcelona là tính liên tục và cam kết mà Barcelona theo đuổi triết lý hiện tại của việc chuyền bóng và di chuyển. Guardiola là hình mẫu của tiền vệ trung tâm; các tiền vệ nổi tiếng Xavi và Iniesta là những người bảo vệ triết lý này.
Một khía cạnh khác của La Masia là đặc tính quốc gia Catalunya, tài năng bóng đá địa phương thường phục vụ cho một câu lạc bộ có ý thức mạnh mẽ về văn hóa của Catalunya.

## Tác động

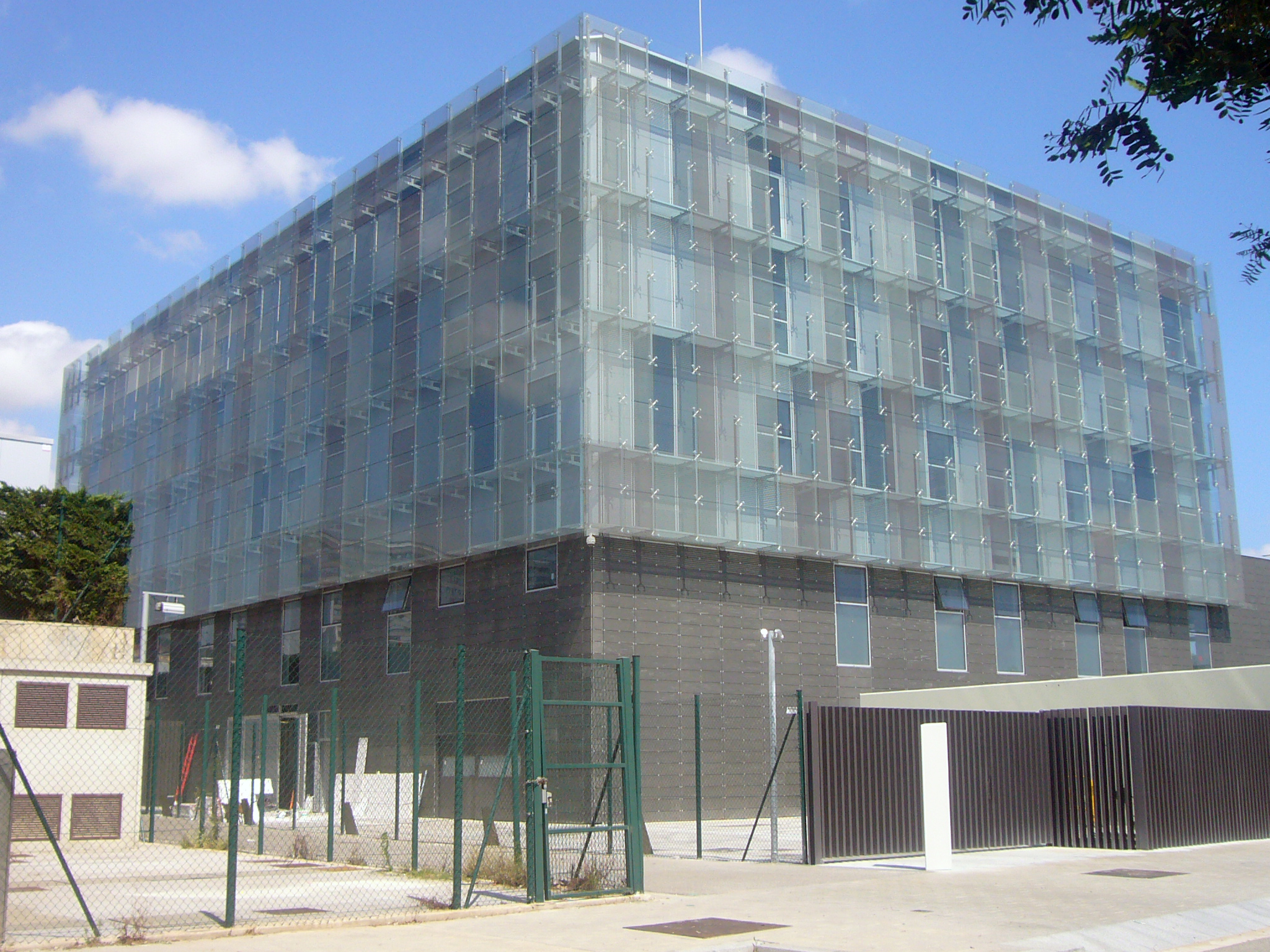
Khu nhà mới của La Masia, mở cửa vào năm 2011 tại Ciutat Esportiva Joan Gamper.

Năm 2009, Messi trở thành cầu thủ đầu tiên từ La Masia giành giải thưởng Ballon d'Or dành cho cầu thủ bóng đá xuất sắc nhất châu Âu và giải thưởng Cầu thủ xuất sắc nhất năm của FIFA dành cho cầu thủ bóng đá xuất sắc nhất thế giới trong năm. Trong năm tiếp theo, Messi tiếp tục giành Quả bóng vàng, và La Masia trở thành học viện bóng đá trẻ đầu tiên đào tạo cả ba ứng viên nằm trong top 3 trong cùng một năm: Messi, Andrés Iniesta và Xavi.
Đội tuyển quốc gia Tây Ban Nha giành chức vô địch FIFA World Cup 2010 với 7 cầu thủ từ Barcelona ra sân trong trận chung kết. Joachim Löw, huấn luyện viên của đội tuyển Đức, lên tiếng sau thất bại trước Tây Ban Nha rằng đối thủ có phong cách của Barcelona: "Bạn có thể thấy trong từng đường chuyền, cách Tây Ban Nha chơi bóng cũng giống như cách Barcelona chơi bóng. Họ gần như không thể bị đánh bại. Họ vô cùng tự tin và rất bình tĩnh trong cách luân chuyển trái bóng."
Ngày 25 tháng 11 năm 2012, lần đầu tiên, Barcelona đưa ra sân toàn bộ mười một cầu thủ được đào tạo tại La Masia trong một trận đấu La Liga. Sau khi Dani Alves bị chấn thương và được thay thế bởi Martín Montoya ở phút thứ 13, Barça thi đấu 60 phút tiếp theo với Valdés, Montoya, Puyol, Piqué, Alba, Busquets, Xavi, Iniesta, Fàbregas, Pedro và Messi.
Trong những năm ngay sau thành tích này, khi các cầu thủ dần lớn tuổi và Barcelona tìm cách duy trì vị trí là một trong những câu lạc bộ hàng đầu thế giới, họ đã chuyển sang một chiến lược chuyển nhượng cầu thủ truyền thống hơn, đó là ký hợp đồng với các cầu thủ xuất sắc nhất từ khắp nơi trên thế giới với mức phí chuyển nhượng lớn, chẳng hạn như Neymar, Luis Suárez và Philippe Coutinho, cùng với các cầu thủ trẻ hơn (phần lớn có nguồn gốc từ Brasil và Pháp) được kỳ vọng sẽ phát triển hơn tại câu lạc bộ. Tuy nhiên, cách tiếp cận này (cùng với kiểu "tích trữ" cầu thủ do lệnh cấm chuyển nhượng liên quan đến việc ký hợp đồng với các cầu thủ trẻ ngoài EU) đã làm giảm cơ hội cho các học viên tốt nghiệp từ học viện địa phương xuất hiện ở đội một, và xuất hiện nhận định rằng chất lượng cầu thủ được Barcelona đào tạo không còn chất lượng như thế hệ trước. Dẫu vậy, đội bóng vẫn tiếp tục giành được các danh hiệu, và một số cầu thủ xuất thân từ học viện đã tham gia vào đội một, bao gồm Rafinha, Carles Aleñá và Sergi Roberto. Sự trở lại của Joan Laporta trong vai trò chủ tịch và Xavi với tư cách huấn luyện viên trưởng đánh dấu sự ưu tiên trở lại dành cho các cầu thủ của La Masia, chẳng hạn như Gavi, Ansu Fati, Lamine Yamal, Alejandro Balde, Pau Cubarsí, Fermín López, Marc Casadó cùng với việc ký lại hợp đồng với các cựu học viên của La Masia như Eric García, Oriol Romeu và Dani Olmo.
La Masia đã mở một Học viện Nội trú tại Arizona, áp dụng các phương pháp giống như La Masia ở Tây Ban Nha. Những cầu thủ xuất sắc nhất từ học viện AZ sẽ được mời đến Tây Ban Nha hàng năm để tham quan La Masia.

## Các cầu thủ đáng chú ý

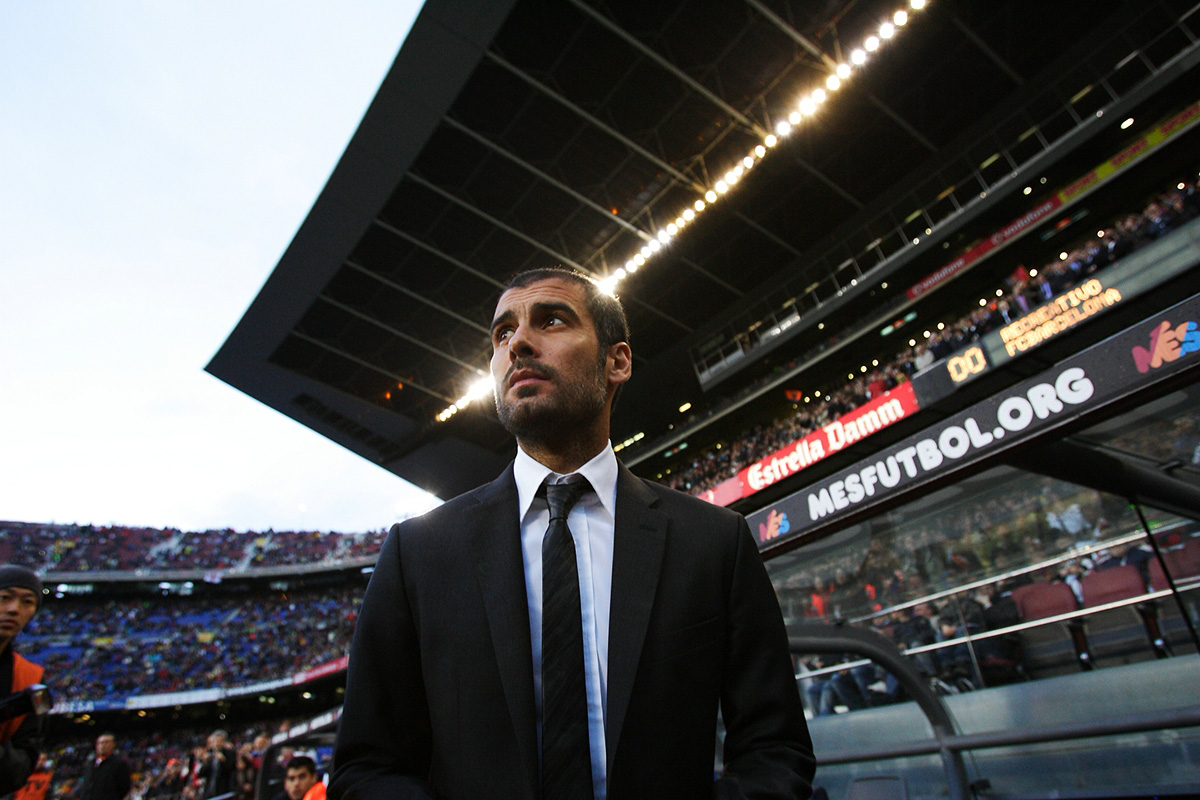
Triều đại của Pep Guardiola ở Barcelona (2008–2012) đánh dấu một trong những kỷ nguyên thành công nhất trong lịch sử của câu lạc bộ và của chính lò đào tạo trẻ.

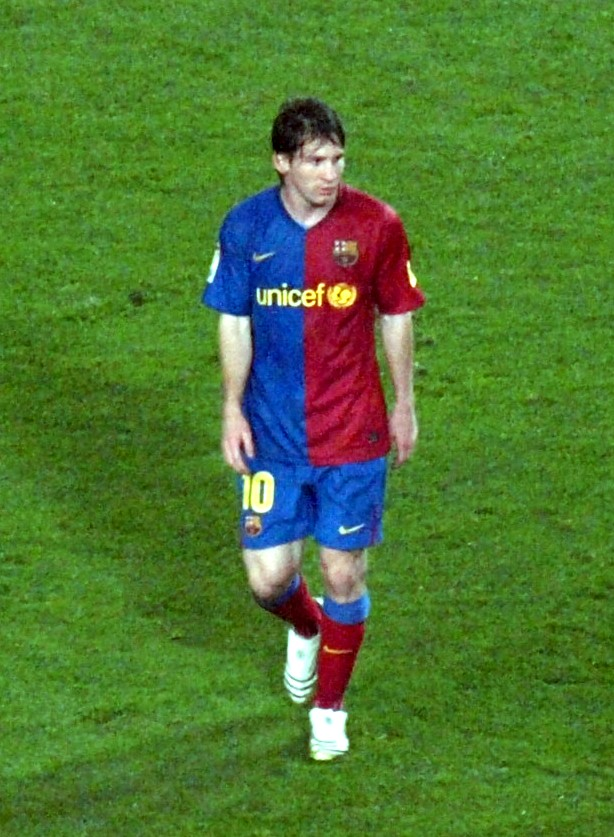
Lionel Messi, cầu thủ xuất sắc nhất của La Masia.

Nhiều cầu thủ từ hệ thống trẻ của Barcelona sau này có sự nghiệp bóng đá, tại Barcelona hoặc là tại các câu lạc bộ khác. Sau đây là danh sách các cầu thủ đã thi đấu ít nhất 100 trận đấu ở giải vô địch quốc gia với đội một.
| In đậm | Các cầu thủ đang thi đấu cho câu lạc bộ |

| Tên                | Quốc tịch   | Vị trí   | Sự nghiệp tại Barcelona | Số lần ra sân ở giải quốc gia | Số bàn thắng ở giải quốc gia |
| ------------------ | ----------- | -------- | ----------------------- | ----------------------------- | ---------------------------- |
| Lionel Messi       | Argentina   | Tiền đạo | 2004–2021               | 520                           | 474                          |
| Xavi               | Tây Ban Nha | Tiền vệ  | 1998–2015               | 505                           | 58                           |
| Sergio Busquets    | Tây Ban Nha | Tiền vệ  | 2008–2023               | 481                           | 11                           |
| Andrés Iniesta     | Tây Ban Nha | Tiền vệ  | 2002–2018               | 442                           | 35                           |
| Carles Puyol       | Tây Ban Nha | Hậu vệ   | 1999–2014               | 392                           | 12                           |
| Gerard Piqué       | Tây Ban Nha | Hậu vệ   | 2008–2022               | 397                           | 29                           |
| Víctor Valdés      | Tây Ban Nha | Thủ môn  | 2002–2014               | 387                           | 0                            |
| Jordi Alba         | Tây Ban Nha | Hậu vệ   | 2012–2023               | 313                           | 17                           |
| Guillermo Amor     | Tây Ban Nha | Tiền vệ  | 1988–1998               | 311                           | 47                           |
| Sergi Barjuán      | Tây Ban Nha | Hậu vệ   | 1993–2002               | 267                           | 6                            |
| Pep Guardiola      | Tây Ban Nha | Tiền vệ  | 1990–2001               | 263                           | 6                            |
| Francisco Carrasco | Tây Ban Nha | Tiền đạo | 1978–1989               | 262                           | 49                           |
| Sergi Roberto      | Tây Ban Nha | Tiền vệ  | 2010–2024               | 245                           | 12                           |
| Tente Sánchez      | Tây Ban Nha | Tiền vệ  | 1976–1986               | 236                           | 16                           |
| Pedro              | Tây Ban Nha | Tiền đạo | 2007–2015               | 204                           | 58                           |
| Albert Ferrer      | Tây Ban Nha | Hậu vệ   | 1990–1998               | 204                           | 1                            |
| Antonio Olmo       | Tây Ban Nha | Hậu vệ   | 1976–1984               | 188                           | 4                            |
| Gabri García       | Tây Ban Nha | Tiền vệ  | 1999–2006               | 129                           | 7                            |
| Oleguer Presas     | Tây Ban Nha | Hậu vệ   | 2001–2008               | 127                           | 1                            |
| Ramón Calderé      | Tây Ban Nha | Tiền vệ  | 1984–1988               | 110                           | 15                           |
| Bojan              | Tây Ban Nha | Tiền đạo | 2007–2011               | 104                           | 26                           |
| Cesc Fàbregas      | Tây Ban Nha | Tiền vệ  | 2011–2014               | 96                            | 28                           |
| Gavi               | Tây Ban Nha | Tiền vệ  | 2021–                   | 82                            | 6                            |
| Ansu Fati          | Tây Ban Nha | Tiền đạo | 2019–                   | 80                            | 22                           |
| Alejandro Balde    | Tây Ban Nha | Hậu vệ   | 2021–                   | 62                            | 1                            |
| Lamine Yamal       | Tây Ban Nha | Tiền đạo | 2023–                   | 46                            | 16                           |
| Pau Cubarsí        | Tây Ban Nha | Hậu vệ   | 2023–                   | 39                            | 0                            |
| Marc Casadó        | Tây Ban Nha | Tiền vệ  | 2022–                   | 18                            | 0                            |
| Fermín López       | Tây Ban Nha | Tiền vệ  | 2023–                   | 49                            | 12                           |
| Dani Olmo          | Tây Ban Nha | Tiền vệ  | 2024–                   | 7                             | 6                            |